# Marie-Louise von Franz
Marie-Louise von Franz, född 4 januari 1915 i München, död 17 februari 1998 i Küsnacht, var en schweizisk fil dr i klassisk filologi,  jungiansk psykoterapeut och författare i relaterade ämnen. Från 1919 bodde hon i Schweiz. Hon var medarbetare till Carl Gustav Jung från 1933 och fram till dennes död 1961. Tillsammans med Jolande Jacobi grundade de C.G. Junginstitutet i Küsnacht år 1948. Som psykoterapeut utgick Marie-Louise von Franz från de modeller för analytisk psykologi som hade utvecklats av C. G. Jung, och som författare gjorde hon bland annat djuppsykologiska tolkningar av folksagor och alkemistiska texter.

## Verk (urval)
- Die ästhetischen Anschauungen der Iliasscholien, doktorsavhandling (1943)
- Die Graalslegend in psychologischer Sicht, tillsammans med Emma Jung (1960)
- Man and His Symbols, tillsammans med C. G. Jung, Joseph Lewis Henderson, Aniela Jaffé och Jolande Jacobi (1964)
  - Människan och hennes symboler, översättning Karin Stolpe (1966)
- Spiegelungen der Seele. Projektion und innere Sammlung in der Psychologie C. G. Jungs (1978)
  - Själens speglingar: projektion och inre samling i C. G. Jungs psykologi, översättning av Philippa Wiking; fackgranskning och förord till svenska upplagan av Stina Thyberg (Stockholm: Gedin, 1990)
- Die Erlösung des Weiblichen im Manne. Der goldene Esel von Apuleius in tiefenpsychologischer Sicht (1980); bearbetad nyutgåva med titeln Der Goldene Esel. Der Roman des Apuleius in tiefenpsychologischer Sicht (2004)
- Der Schatten und das Böse im Märchen (1985)
  - Skuggan och det onda i sagan, översättning av Philippa Wiking; fackgranskning Märit Andersson (Stockholm : Gedin, 1994)
- Die Suche nach dem Selbst. Individuation im Märchen (1985)
  - Sökandet efter självet : individuation i sagor, översättning av Philippa Wiking ; fackgranskning av Stina Thyberg (Stockholm: Gedin, 1988)
- Psychologische Märcheninterpretation. Eine Einführung (1986)
  - Sagotolkning, översättning Philippa Wiking (Stockholm : Gedin, 1987)
- Die Katze (1987)
  - Katten i saga och verklighet, översättning Erik Nisser ; fackgranskning: Håkan Raihle (Solna: Centrum för jungiansk psykologi, 2002)
- Wissen aus der Tiefe. Über Orakel und Synchronizität (1987)
  - Om synkronicitet och spådomskonst, översättning Kristina Håkansdotter och Erik Nisser; fackgranskning Lars Paulsson och Håkan Raihle (Solna: Centrum för jungiansk psykologi, 1998)
- Archetypische Dimensionen der Seele (1994)
  - Arketypiska mönster, föreläsningar, översättning Harriette Söderblom; jungiansk fackgranskning Håkan Raihle (Solna: Centrum för jungiansk psykologi, 2002)